# Purba Tua (Silimakuta)
Purba Tua is een bestuurslaag in het regentschap Simalungun van de provincie Noord-Sumatra, Indonesië. Purba Tua telt 705 inwoners (volkstelling 2010).